# Eurybia pergaea
Eurybia pergaea is een vlindersoort uit de familie van de prachtvlinders (Riodinidae), onderfamilie Riodininae.
Eurybia pergaea werd in 1832 beschreven door Geyer.